# Bernard Benhamou
Pour les articles homonymes, voir Benhamou.
Bernard Benhamou est un expert français de l'Internet et spécialiste de la société de l'information.

## Biographie
Maître de conférences, il est expert numérique auprès de plusieurs administrations, pour la mission « État et Technologies de l’Information et de la Communication » auprès du Commissariat général du Plan 1998-1999 et sur les projets de développement liés aux nouvelles technologies auprès du Ministère des Affaires Étrangères. Il est chargé de mission prospective et de gouvernance de l'internet dans les services du premier ministre (ADAE 2003-2006) et responsable de la mission « Internet, École et Famille » auprès des Cabinets du Ministre de l'Éducation et du Ministre de la Famille et auteur du rapport « Le Projet Proxima » pour une appropriation de l’internet à l’école et dans les familles en 2003.
Il est délégué aux usages de l'internet au ministère de la Recherche et de l'Enseignement supérieur de novembre 2007 à février 2015, et est à l'origine de la création de Proxima mobile, le premier portail d'applications publiques pour smartphones, en 2010.
Il est maître de conférences à l’Institut d'études politiques de Paris et chargé d'enseignement à l'Université de Paris I Panthéon-Sorbonne. Il est un défenseur de la neutralité de réseaux et a été, en 2000, candidat au conseil d'administration de l'ICANN, organisme chargé de la régulation des noms de domaine. Il a participé aux négociations autour des sujets numériques, au Nations-Unies, dans les années 2000, comme membre et conseiller de la délégation française au Sommet des Nations unies sur la société de l'information (2003 2005).
Il est depuis 2015, secrétaire général de l'institut de la souveraineté numérique (ISN),. Il s'oppose à l'emprise des GAFA sur internet et préconise de développer des solutions européennes et françaises en matière de numérique. Il s'oppose fortement au fait de confier à Microsoft la gestion des données de santé avec le Health data Hub et critique les partenariats entre la Banque publique d'investissement et Amazon.

## Publications
- « La gouvernance de l'internet après Snowden », Politique étrangère, vol. 79, n°4, 2014.
- L’internet des objets. Défis technologiques, économiques et politiques, , Revue Esprit, mars 2009.
- Internet et géopolitique : les enjeux de pouvoir, Les été TIC de Bretagne, 5 juillet 2007 .
- Internet et l'échange gratuit : quelle place dans la société de l'information, Conférence au Collège de France, 6 mars 2007 .
- Internet et souveraineté : la gouvernance de la société de l’information, Revue Politique Étrangère, IFRI, septembre 2006.
- Organiser l'architecture de l'Internet, , Revue Esprit, mai 2006.
- Les enjeux du principe du "End to End", document de travail de la délégation européenne au SMSI à Tunis en 2005 .
- "Le projet Proxima pour une appropriation de l’Internet à l’école et dans les familles", rapport de la Mission Internet, école et famille, août 2003 .
- Les enjeux politiques de l'architecture et de la régulation de l'Internet, Les Cahiers du Numérique-Éditions Hermès CNRS 2002
- Enjeux politiques et technologiques de la mondialisation des réseaux, Débat Comprendre la mondialisation, Bibliothèque publique d'information, mai 2006 Les mutations d'une information planétaire(archive mp3).
- (en) Les enjeux des technologies d’identification RFID pour les États | Unique Identifiers and Internet governance. The perspectives of the object name system, Organisation de coopération et de développement économiques, Paris octobre 2005 .
- (en) Les infrastructures critiques de l’Internet | Critical Information Infrastructure Protection, Colloque à Rüschlikon, John F Kennedy School of Governement Université Harvard, juin 2005 .
- (en) Les stratégies gouvernementales en matière de logiciels libres en Europe | Open source, Open Society, Conférence "Computers, Freedom and Privacy", Université de Berkeley, 2004 (Archive mp3).
- "Le Net-stratège de l'ENA", La Tribune, 1999.
- Intervention à la conférence au Sommet mondial sur la société de l'information